# Jan E. Jørgensen
Jan Ejnar Jørgensen (født 19. februar 1965 på Frederiksberg) er en dansk politiker, der er folketingsmedlem for Venstre samt 1. viceborgmester og rådmand i Frederiksberg Kommune. Her er han formand for by- og miljøudvalget og medlem af magistraten og undervisningsudvalget. Jan E. Jørgensen har siddet i kommunalbestyrelsen for Venstre siden 1997.
Jan E. har været medlem af Folketinget siden 2011. Han har opstillet i Slotskredsen, som er en del af Københavns Storkreds fra 2011 til 2023 og i Brønshøjkredsen fra 2023. Jan E. fik 3.254 personlige stemmer ved folketingsvalget i 2015 og 4597 personlige stemmer ved folketingsvalget i 2019. Han har blandt andet været partiets kulturordfører, skatteordfører, EU-ordfører, offentlighedsordfører, menneskerettighedsordfører, kommunalordfører, socialordfører og indfødsretsordfører.
Jan E. Jørgensen har sammen med journalist Bent Winther skrevet bogen En Ægte Liberal – Venstremanden, der ikke vil tie stille, som blev udgivet i 2018 af forlaget Momenta.
Jan E. Jørgensen har haft mange forskellige tillidshverv. Han har blandt andet haft en række poster i Venstres Ungdom 1983-1990, herunder formand for Venstres Ungdom København og Venstres Ungdom Frederiksberg, medlem af landsstyrelsen, redaktør af »Unge Liberale« og formand for landsstævneudvalget. Dertil har han haft en række poster i Venstre 1983-1998, herunder næstformand for Venstre på Frederiksberg og redaktør af »Taburetten«.

## Baggrund
Jan E. Jørgensen blev født på Frederiksberg som søn af Einar Jacob Sørensen og Asta Noomi Jørgensen. Han har en samfundssproglig studentereksamen fra Sankt Annæ Gymnasium i 1984.
Samme år begyndte han på den første af en række stillinger: som abonnementsinspektør hos Berlingske Tidende fra 1984 til 1985, folkeskolevikar på Rådmandsgade- og Stevnsgade Skole i samme periode, journalist på Frederiksberg Posten i 1985, annoncekonsulent først på Farum Nyt fra 1985 til 1988, dernæst på Vibenhus Butikscenters avis fra 1989 til 1995.
Fra 1989 til 1995 studerede han ved Københavns Universitet hvorfra han tog den juridiske embedseksamen.
Herefter blev han direktør i Foreningen for et Bedre Butiksmiljø frem til 1997, hvor han kom til De Samvirkende Købmænd.
I 2005 skiftede han til en stilling som advokat hos DLA Nordic og Horten. Her var han frem til 2011.
Jørgensen har fungeret som kirkesanger ved Korsvejs Kirke, Johannes Døbers Kirke og Høje Gladsaxe kirke fra 1981 til 1986.
Jan E. Jørgensen er gift og far til to børn. Han har bopæl på Frederiksberg.

## Politiske karriere
Jørgensen engagerede sig i Venstres Ungdom hvor han var sekretær fra 1984 til 1986. I 1993 blev han første gang stillet op som kandidat for partiet Venstre.
I 2021 blev han tildelt Ridderkorset.